# 謝厝寮 (臺南市)
謝厝寮，原寫為謝厝藔，是臺灣臺南市麻豆區的一個傳統地域名稱，位於該區西南部。相較於今日行政區，其範圍大致包括謝厝寮里西北半部、安正里不含西北部、安業里西北部凸出部分的西端、興農里西南端、埤頭里南端。
本地區境內主要聚落為謝厝藔、後壁藔、方厝藔、西廍、社仔、番仔藔、前班，並在謝厝藔聚落設有紀安國小。

## 歷史
台灣日治初期，謝厝寮地區為一街庄，稱為「謝厝藔庄」（舊制街庄），隸屬於蔴荳堡。該庄昔日西北與蔴荳口庄為鄰，北與埤頭庄、蔴荳庄為鄰，東與安業庄為鄰，南邊東側隔曾文溪與胡厝藔庄、蘇厝庄為界，南邊西側為檨仔林庄，西南邊為後營庄。
1901年（日治明治三十四年）11月11日，全台廢縣廳改設二十廳，該庄隸屬於鹽水港廳。1904年（明治三十七年）4月1日，該庄編入「崁仔區」，隸屬於鹽水港廳。1906年（明治三十九年）4月1日，鹽水港廳內管轄區域調整，該庄改隸屬於「安業區」。1909年（明治四十二年）10月25日，全台合併二十廳為十二廳，安業區改隸屬於臺南廳。1920年（大正九年）10月1日，全台地方制度大改正，廢十二廳改設五州二廳，該庄改制並雅化為「謝厝寮」大字，隸屬於臺南州曾文郡麻豆街（新制街庄）。
戰後麻豆街改制為麻豆鎮，隸屬於臺南縣，大字亦改制為里。1950年（民國三十九年）10月25日，雲、嘉、南分治，麻豆鎮仍隸屬於臺南縣。
2010年（民國九十九年）12月25日，臺南縣、市合併為直轄臺南市，麻豆鎮改制為麻豆區。

## 聚落
本地區發展較早的聚落為謝厝藔、後壁藔、方厝藔、西廍、洲仔（已消失）、社仔、番仔藔、前班，在日治期初期的官方地圖上已有記載。

## 交通
國道1號又稱「中山高速公路」，是台灣西部兩條南縱向高速公路之一，經過本地區中部。最近的交流道為北側邊界外不遠處市道176號交會口的麻豆交流道，由此進入可快速前往國道1號沿線各地。
市道173號是麻豆至九塊厝的道路，經過本地區謝厝寮聚落。由該道路東北行可前麻豆市區，並止於市道171號暨市道176號路口；西南行可前往西港區、七股區南部，並止於省道台61線暨市道173甲線路口。
區道南48線是番仔寮至溝仔墘的道路，其西側端點（起點）位於本地區西部北側番仔寮聚落的區道南49線路口，由此向東會經過本地區的前班聚落南郊。
區道南49線是客寮至謝厝寮的道路，其南側端點（終點）位於本地區南部謝厝寮聚落的市道173號路口，由此向北北西會經過本地區的方厝寮、番仔寮兩聚落。
區道南49-2線是方厝寮至安業的道路，其西側端點（起點）位於本地區中部方厝寮聚落的區道南49線路口，由此向東會經過本地區的西廍聚落。

## 學校
- 紀安國小